# Омото, Аяно
Аяно Омото (яп. 大本 彩乃, англ. Ayano Ōmoto; род. 20 сентября 1988, Фукуяма, Хиросима, Япония) — японская певица и танцовщица, наиболее известная как участница электро-поп группы Perfume под сценическим псевдонимом NOCCHi (яп. のっち).

## Биография

### Ранние годы
Родилась в Фукуяме, где вместе с будущими участницами Perfume Аяка Нисиваки и Юка Касино обучалась в Actor's School Hiroshima. Была зачислена в продвинутую вокальную группу благодаря выдающимся способностям.

### Карьера
Пришла в Perfume в 2000 году, заменив Юку Кавасиму. В 2002 году снялась в рекламе Clean & Clear.
Окончила Horikoshi High School, но оставила Университет Обирин.

## Фильмография

### Телевидение
- Sumire 16 sai!! (2008) — исполнение «Ceramic Girl»[8]
- Pensées (2017) — роль Норибу[9]